# Gunthar Lehner
Gunthar Lehner (* 28. November 1918 in Nördlingen; † 4. November 2014 in München) war ein deutscher Journalist und Hörfunkdirektor.

## Leben
Gunthar Lehner studierte in München und Regensburg Germanistik, Geschichte, Philosophie und Zeitungswissenschaft. Seine berufliche Laufbahn begann er 1946 als Redakteur der Nachrichtenzeitschrift Der Überblick. 1948 wurde er Chefredakteur des nach dem Zweiten Weltkrieg gegründeten Christlichen Nachrichten-Dienstes CND, einem Vorläufer der Katholischen Nachrichten-Agentur. Im selben Jahr gehörte er zu den Gründungsmitgliedern der Gesellschaft Katholischer Publizisten Deutschlands (GKP). Er saß zehn Jahre lang in der Jury des 1974 erstmals ausgelobten Katholischen Journalistenpreises. Von 1950 bis 1952 leitete er das politische Ressort der Wochenzeitung Michael in Düsseldorf.
1952 kam er als Redakteur in der Hauptabteilung Kultur und Erziehung zum Bayerischen Rundfunk. 1954 hob er den „Verein der Freunde der katholischen Akademie“, einer der Keimzellen der Katholischen Akademie Bayern, mit aus der Taufe und wird deshalb als Akademie-Gründervater von ihr verehrt. Aufgrund seiner Impulse und Tatkraft wurde er gleich im Gründungsjahr 1957 in den Allgemeinen Rat, einem der Beratungsgremien der Akademie, aufgenommen. Fast 30 Jahre lang, von 1967 bis 1998, war er Mitglied der Akademieleitung, der höchsten Instanz der Katholischen Akademie. Ein besonderes Verdienst von Gunthar Lehner war seine Mitwirkung bei der Stiftung des Romano-Guardini-Preises, mit dem die Akademie seit 1970 viele bekannte Persönlichkeiten ausgezeichnet hat. Im Bayerischen Rundfunk wurde ihm die Leitung des Kirchenfunks übertragen und 1957 wurde er stellvertretender Chefredakteur der Hauptabteilung Kultur und Erziehung. Sein Beitritt in den Bayerischen Journalisten-Verband e.V. (BJV) erfolgte im Oktober 1958. Ab 1959 stand er der BR-Hauptabteilung Kultur und Erziehung vor und war gleichzeitig Stellvertreter des Programmdirektors. 1972 übernahm er das Amt des Hörfunkdirektors, das er bis zu seiner Pensionierung 1982 innehatte. Ein Höhepunkt seiner Amtszeit war die Einführung des Radio-Programms Bayern 4 Klassik, der damals ersten Klassikwelle in Deutschland.
Sowohl der GKP als auch der Katholischen Akademie als auch dem BJV (den er aus gesundheitlichen Gründen im Juli 2012 verlassen musste) zeigte sich Gunthar Lehner noch lange nach dem Ruhestand verbunden. Er starb drei Wochen vor seinem 96. Geburtstag am 4. November 2014 in München.

## Auszeichnungen
- 1975: Bayerischer Verdienstorden
- 1977: Cavaliere Ufficiale dell'Ordine al Merito della Repubblica Italiana
- 1982: Verdienstkreuz 1. Klasse des Verdienstordens der Bundesrepublik Deutschland
- 1989: Großes Verdienstkreuz des Verdienstordens der Bundesrepublik Deutschland
- 19??: Medaille „München leuchtet“
- 1998: Franz-von-Sales-Tafel der Gesellschaft Katholischer Publizisten Deutschlands

## Herausgeberschaft
- Im Brennpunkt – der neue Mensch. Aus der Sendereihe des Bayerischen Rundfunks zusammengestellt und herausgegeben von Gunthar Lehner. Lucas Cranach Verlag, München 1961.
- Literatur zwischen links und rechts. Deutschland – Frankreich – USA. Horst Krüger, Paul Noack, Friedrich Heer, Armin Mohler, Camille Bourniquel, Kurt Hoffmann (= E Thema; Band 2). Ehrenwirth Verlag, München 1962.